# Ollmuth

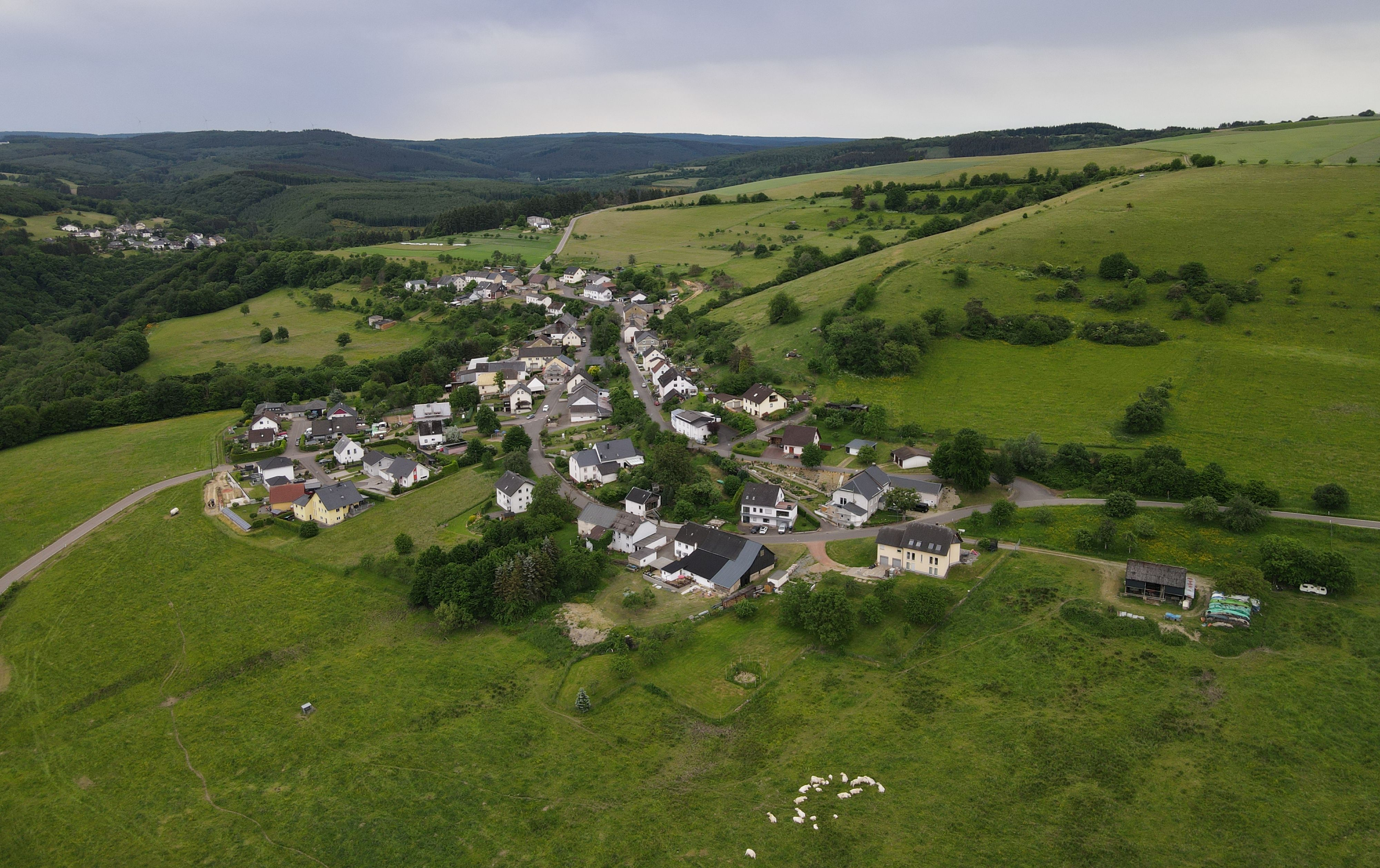
Ollmuth, 2022

Ollmuth ist eine Ortsgemeinde im Landkreis Trier-Saarburg in Rheinland-Pfalz. Sie gehört der Verbandsgemeinde Ruwer an, die ihren Verwaltungssitz in Waldrach hat. Der Ort liegt im moselfränkischen Sprachraum.

## Geschichte
Der Name geht vermutlich auf die römische Bezeichnung der früheren Siedlung ulmetum (latein. Ulmenwald) zurück.
Bevölkerungsentwicklung
Die Entwicklung der Einwohnerzahl von Ollmuth, die Werte von 1871 bis 1987 beruhen auf Volkszählungen:
| Jahr | Einwohner |
| 1815 | 91        |
| 1835 | 108       |
| 1871 | 117       |
| 1905 | 131       |
| 1939 | 156       |
| 1950 | 174       |

| Jahr | Einwohner |
| 1961 | 174       |
| 1970 | 159       |
| 1987 | 141       |
| 1997 | 151       |
| 2005 | 162       |
| 2023 | 160       |

## Politik

### Gemeinderat
Der Gemeinderat in Ollmuth besteht aus sechs Ratsmitgliedern, die bei der Kommunalwahl am 9. Juni 2024 in einer Mehrheitswahl gewählt wurden, und dem ehrenamtlichen Ortsbürgermeister als Vorsitzendem.

### Bürgermeister
Gerd Dietzen ist Ortsbürgermeister von Ollmuth. Bei der Direktwahl am 26. Mai 2019 wurde er mit einem Stimmenanteil von 72,17 % und am 9. Juni 2024 als einziger Bewerber mit 70,2 % jeweils für weitere fünf Jahre in seinem Amt bestätigt.

### Wappen
| Wappen von Ollmuth | Blasonierung: „Durch eingeschobene silberne Spitze, darin ein grünes Ulmenblatt, gespalten, vorne in Rot eine silberne Pflugschar, hinten in Rot ein goldenes Winkelmaß.“ |
| Wappen von Ollmuth | Wappenbegründung: Der Ortsname geht zurück auf das lateinische „ulmus“ = Ulme, „ulmetum“ = Ulmenwald. Als Hinweis darauf zeigt das Wappen in der eingeschobenen Spitze ein grünes Ulmenblatt. Dadurch wird die Deutung des Ortsnamens symbolisiert. Ollmuth ist auch heute noch eine weitgehend landwirtschaftlich strukturierte Gemeinde. Diese Tatsache ist durch Aufnahme einer Pflugschar in das Gemeindewappen dokumentiert. Die antike Pflugschar steht daher im ersten Feld des Gemeindewappens. Die 1834 zu Ollmuth errichtete Kapelle hatte den Apostel Thomas zum Patron. Er galt zugleich auch als Ortspatron der Gemeinde. Sein Attribut ist ein Winkelmaß. Es steht im heraldisch linken Teil des Gemeindewappens. |

## Kultur und Sehenswürdigkeiten
Auf einer „Thomasberg“ genannten Anhöhe oberhalb von Ollmuth befand sich eine 1330 erstmals urkundliche erwähnte Kirche, die wahrscheinlich hauptsächlich im Stil der Gotik errichtet war. Die Kirche wurde 1794 jedoch zerstört, nachdem bereits 1648 am Ende des Dreißigjährigen Krieges ihre Dächer abgebrannt waren. Damals bildete Ollmuth zusammen mit dem im gegenüberliegenden Tal gelegenen Ort Franzenheim eine gemeinsame Pfarrei. Seit ihrer Zerstörung haben beide Gemeinden eigene Kirchen im Ort (in Ollmuth die barocke Thomaskirche von 1834), sodass die Stelle heute eine Wüstung ist. In unmittelbarer Nähe befindet sich heute auch eine kleine Kapelle mit Aussicht über das Ruwertal und in Richtung Pellingen.
Im Ort und seiner Gemarkung befinden sich mehrere denkmalgeschützte Kreuze.
Im Jahre 2016 war Ollmuth Schauplatz einer Wertungsprüfung der Rallye Deutschland.